# Chrysolina rossia
Chrysolina rossia es un coleóptero de la familia Chrysomelidae.
Fue descrita científicamente en 1802 por Illiger.